# Resolutie 515 Veiligheidsraad Verenigde Naties
Resolutie 515 van de Veiligheidsraad van de Verenigde Naties werd op 29 juli 1982 aangenomen door veertien van de vijftien leden van de VN-Veiligheidsraad. De Verenigde Staten namen als enige lid niet deel aan de stemming.

## Achtergrond
Begin juni 1982 was Israël buurland Libanon, waar een burgeroorlog gaande was, binnengevallen. Tegen midden juni stonden ze aan de hoofdstad Beiroet, waar de Palestijnse Bevrijdingsorganisatie haar hoofdkwartier had. De gevechten tussen beide partijen kostten naar schatting 20.000 mensen het leven.

## Inhoud
De Veiligheidsraad was diep bezorgd om de situatie van de bevolking in Beiroet en verwees naar de Geneefse Conventies en de Haagse Conventie. Er werd herinnerd aan de resoluties 512 en 513. De Veiligheidsraad eiste dat Israël onmiddellijk de blokkade van Beiroet zou opheffen, zodat de dringend noodzakelijke humanitaire hulp erdoor kon. De secretaris-generaal werd gevraagd deze resolutie door te sturen naar Israël en de Veiligheidsraad op de hoogte te houden van de uitvoering ervan.

## Verwante resoluties
- Resolutie 512 Veiligheidsraad Verenigde Naties
- Resolutie 513 Veiligheidsraad Verenigde Naties
- Resolutie 516 Veiligheidsraad Verenigde Naties
- Resolutie 517 Veiligheidsraad Verenigde Naties

Lijst ·  500 ·  501 ·  502 ·  503 ·  504 ·  505 ·  506 ·  507 ·  508 ·  509 ·  510 ·  511 ·  512 ·  513 ·  514 ·  515 ·  516 ·  517 ·  518 ·  519 ·  520 ·  521 ·  522 ·  523 ·  524 ·  525 ·  526 ·  527 ·  528